# Anvar el-Sadat
Muhammed Anvar as Sadat (Abul-kum, 25. prosinca 1918. – Kairo, 6. listopada 1981.), egipatski vojnik i predsjednik.
Tijekom Drugog svjetskog rata Britanci su ga dvaput zatvarali zbog kontakata s Nijemcima i navodnih pokušaja atentata na probritanski orijentirane egipatske političare. Sadat sudjeluje u vojnom udaru kojim je zbačen kralj Faruk I., a tijekom vojne vladavine obavlja niz dužnosti uključujući i mjesto potpredsjednika zemlje od 1964. do 1966. godine i od 1969. do 1970. godine. Nakon Nasserove smrti 1970. godine imenovan je predsjednikom Egipta. Nakon poraza u ratu 1967. godine, Sadat je ubrzano opremio egipatsku vojsku, da bi 1973. godine pokrenuo napad na Izrael. 
Riskirajući pogoršanje odnosa s arapskim zemljama, Sadat je u drugoj polovici sedamdesetih približio Egipat Izraelu, što je rezultiralo Sporazumom iz Camp Davida. Sporazum je Sadatu zajedno s izraelskim premijerom Beginom 1978. godine donio Nobelovu nagradu za mir, no i izopćenje iz arapskog svijeta. Oštro osuđivanog u arapskom svijetu zbog nagodbe s Izraelom, Sadata su u 6. listopada 1981. godine, tijekom vojne parade u Kairu, ubili vlastiti vojnici.